# John Ntumba Panumankole
John Ntumba Panumpankole, né le 24 août 1968 à Kinshasa et mort le 12 avril 2023 dans la même ville, est un économiste et homme politique congolais.

## Biographie
John Ntumba Panumpankole est originaire de la province du Kasaï central. 
Il est détenteur d'un master en sciences économiques, option gestion financière obtenu à l'université protestante au Congo en 1999 avec la mention distinction.
John Ntumba a occupé le poste de conseiller dans les cabinets des ministères de l'Économie nationale, du Plan ainsi que du ministère d'État chargé du Budget entre 2002 et 2017. Il fut également nommé conseiller chargé des questions économiques et fiscales dans le cabinet du gouverneur de l'ex-Kasaï-Occidental en 2001.
Secrétaire général adjoint de l'Union pour la nation congolaise (UNC), parti cher à Vital Kamerhe, il devient le coordonnateur provincial du Kasaï central de la campagne de Félix Tshisekedi lors des élections de 2018,. C'est dans cette même province du Kasaï central, dans la ville de Kananga, qu'il  est doublement élu en tant que député national et député provincial aux législatives de 2018.
Il était ministre de la Formation professionnelle, des Arts et des Métiers du gouvernement Ilunga, en République démocratique du Congo depuis le 6 septembre 2019 et conseiller du président de la République démocratique du Congo,, Félix Tshisekedi, depuis le 6 mars 2019.

### Mort
John Ntumba est mort le 12 avril 2023 à l'hôpital H.J de Kinshasa, à la suite d'une courte maladie,.